# كين ويلبر
كينيث إيرل ويلبر الثاني (31 يناير 1949)، هو فيلسوف وكاتب أمريكي متخصص في علم النفس ما وراء الشخصي ومعروف بنظريته التكاملية، وهي فلسفة تقترح جمع كل المعرفة والخبرة البشرية.

## حياته الشخصية والمهنية
ولد ويلبر عام 1949 في أوكلاهوما سيتي. وفي عام 1967، التحق بجامعة ديوك بصفته طالبًا في المرحلة التمهيدية الطبية. أصبح مهتمًا بالأدب الشرقي، وخصوصًا الداوديجنغ. ترك ويلبر جامعة ديوك والتحق بجامعة نبراسكا- لينكولن، ولكن بعد بضع سنوات ترك الجامعة، وبدأ دراسة مناهجه ومؤلفاته الخاصة. 
في عام 1973، أكمل ويلبر كتابه الأول، طيف الوعي، الذي سعى فيه إلى دمج المعرفة المستوحاة من مجالات مختلفة. في عام 1977، قبلت كويست بوكس نشر كتابه، بعد رفض أكثر من 20 ناشر ذلك. أمضى ويلبر إثر ذلك عام كامل في إلقاء المحاضرات وإدارة ورش عمل قبل عودته إلى الكتابة. وفي في عام 1978، ساعد في إطلاق مجلة ريفيجن. 
في عام 1982، نشرت نيو ساينس لايبراري: «مقتطفات من النموذج الهولوغرافي ومفارقات أخرى»، وهي مجموعة من المقالات والمقابلات، ومن ضمنها مقال بقلم ديفيد بوم. نظرت المقالات، بما في ذلك مقالته، بعلاقة الهولوغرافيا بالنموذج الهولوغرافي بمجالات الوعي والتصوف والعلم.
في عام 1983، تزوج ويلبر من تريا كيلام، تيري، التي اكتشفت إصابتها بسرطان الثدي بعد ذلك بوقت قصير. من عام 1984 حتى عام 1987، تخلى ويلبر عن معظم كتاباته لرعايتها. توفت كيلام في يناير 1989، وقد دونت تجربتهما المشتركة في كتاب صدر عام 1991 بعنوان: «نعمة وعزم».
في عام 1987، انتقل ويلبر إلى مدينة بولدر في ولاية كولورادو، حيث عمل على ثلاثية كوزموس، وأشرف على عمل وأداء المعهد التكاملي.
كتب ويلبر ثلاثية الجنس والبيئة والروحانية عام 1995، وهو المجلد الأول من ثلاثية كوزموس. يعتبر موجز تاريخ كل شيء الصادر عام 1996 المقابلة المشهورة التي تلخص كتاب الجنس والبيئة والروحانية. يشكل كتاب عين الروح الصادر عام 1997 مجموعة من المقالات التي كتبها ويلبر لمجلة ريفيجن عن العلاقة بين العلم والدين. وطوال عام 1997، كتب ويلبر عن تجاربه الشخصية، ونشرها في عام 1999 تحت عنوان: «مذاق واحد»، وهو مصطلح يشير للوعي التكاملي. على مدار العامين التاليين، أصدر دار نشر شامبالا ثمانية مجلدات معاد تحريرها من أعماله المجمعة. في عام 1999، أنهى كتابة علم النفس التكاملي ثم كتب نظرية كل شيء التي نشرت عام 2000. حاول ويلبر، من خلال نظرية كل شيء، الربط بين الأعمال التجارية والسياسة والعلوم والروحانية، وعمل على إظهار الطريقة التي يندمجن فيها مع نظريات علم النفس التطوري، كنظرية الديناميات اللولبية مثلًا. تحاول روايته، الصادرة عام 2002 بعنوان: «داء جيل طفرة المواليد»، فضح ما وصفه بغرور جيل الطفرة. أشاد إدوارد سوليفان وداريل بولسون بكتاب فرانك فيسر كين الصادر عام 2003 بعنوان: «ويلبر: التفكير باعتباره شغفًا»، وهو دليل لفكر ويلبر وفلسفته، ووصفه بولسون بأنه: «تصوير رائع لأعمال ويلبر وتطور أفكاره بمرور الوقت. سيكون الكتاب قيم لجميع طلاب الفلسفة الإنسانية ما وراء الشخصية أو الفلسفة التكاملية، الذين لا يرغبون بقراءة جميع أعمال ويلبر لفهم رسالته». 
في عام 2012، انضم ويلبر إلى المجلس الاستشاري للمنظمة الدولية للسياسات المتزامنة التي تسعى إلى إنهاء المأزق المعتاد في معالجة القضايا العالمية بالاعتماد على سياسة دولية متزامنة. في عام 2011، صرح ويلبر أنه عانى لوقت طويل من متلازمة التعب المزمن، التي قد تكون ناجمة عن عوز في إنزيمات الريبونوكلياز.

## التأثيرات
تأثرت فلسفة ويلبر ببوذية مادهياماكا، وخصوصًا كما وردت في فلسفة ناحجارجونا. مارس ويلبر أشكالًا مختلفة من التأمل البوذي، بينما درس (ولكن لفترة وجيزة) مع عدة معلمين منهم: داينين كاتاجيري وتايزان مايزومي وشوغيام ترونجبا وكالو رينبوتشي وألان ويلسون واتس وبينور رينبوتشي و تشاجود تولكو رينبوتشي. وكعوامل مؤثرة أخرى يمكن ذكر: الأدفايتا فيدانتا والشيفاوية الكشميرية والبوذية التبتية وبوذية الزن ورامانا العظيم وأندرو كوهن. أشاد ويلبر في عدة مناسبات بأعمال آدي دا، بينما أبدى تحفظات على عمله كمعلم. في كتابه الجنس والبيئة والروحانية، أشار ويلبر مرارًا إلى فلسفة أفلاطون، التي يعتبرها لاثنائية. مارس ويلبر أساليب التأمل البوذي، ولكنه لا يعرف عن نفسه كبوذي.
وفقا لفرانك فيسر، فإن مفهوم ويلبر للأرباع الأربعة، أو أبعاد الوجود، مشابه جدًا لمفهوم إيرنست فريتز شوماخر لمجالات المعرفة الأربعة. يرى فيسر أن مفهوم ويلبر للمستويات، وكذلك نقده للعلم باعتباره أحادي البعد، مشابه جدًا لأفكار هوستن سميث في كتاب الحقيقة المنسية. كتب فيسر أيضًا أن الجوانب الباطنية لنظرية ويلبر استندت إلى فلسفة سري أوروبندو، بالإضافة إلى منظرين آخرين، ومنهم آدي دا مثلًا.

## القبول العام
اعتبر ويلبر من دعاة حركة العصر الجديد، بسبب تركيزه على الرؤية ما وراء الشخصية، ومؤخرًا، صنف كفيلسوف. أطلقت عليه مجلة بابليشرز ويكلي لقب: «هيغل الروحانية الشرقية».
يعود الفضل إلى ويلبر في توسيع نطاق جاذبية الفلسفة الخالدة وجمهورها. اعترفت بتأثيره عدة شخصيات ثقافية، ومن ضمنهم: بيل كلينتون وآل جور وديباك شوبرا وريتشارد رور والموسيقي بيلي كورغان. أشاد بول هيلفريش به قائلًا: «فهم ويلبر باكرًا بأن التجربة المتعالية ليست مرضية بشكل مطلق، وأن تطويرها بشكل صحيح قد يفيد التنمية البشرية بشكل كبير». ومع ذلك، فقد انتقد نهج ويلبر باعتباره مفرط التصنيف وتشييئي وذكوري ومسوق للروحانية ومسيء للمشاعر. يستشهد النقاد في مجالات متعددة بمشاكل تفسيرات ويلبر والاستشهادات غير الدقيقة لمصادره واسعة النطاق، بالإضافة إلى القضايا المتعلقة بأسلوبه، كالتكرار غير المبرر والطول المفرط لكتبه ومبالغته.
كتب فرانك فيسر أن كتاب طيف الوعي، الذي صدر لويلبر عام 1977، قد أشاد به علماء النفس ما وراء الشخصي، ومع ذلك، قد تضاءل هذا الدعم له، حتى في المجالات ما وراء الشخصية، بحلول أوائل التسعينيات. قال إدوارد سوليفان، في مراجعته لدليل فيسر كين، ويلبر: التفكير باعتباره شغفًا، أنه في مجال دراسات التركيب: «قد يشكل دمج ويلبر لرحلات الحياة مع التنظير المجرد نموذجًا انتقائيًا وصعبًا للكتابة الأكاديمية الشخصية»، ولكن «ما قد ينتقده مدرسو الكتابة هو افتراضاته الشمولية المكررة بشدة». قال سوليفان أيضًا أن كتاب فيسر بشكل عام أعطى انطباعًا بأن ويلبر: «يجب أن يفكر بشكل أكبر وينشر بشكل أقل». 
أشاد ستيف ميكنتوش بعمل ويلبر، ولكنه يجادل أيضًا بأن ويلبر فشل في التفريق بين الفلسفة وديانته الفيداوية والبوذية. أشاج كريستوفر بيش ببعض جوانب عمل ويلبر، لكنه وصف أسلوب ويلبر في الكتابة بأنه سطحي.
أشاد الطبيب النفسي ستانيسلاف غروف بمعرفة ويلبر وعمله عمومًا، ومع ذلك، انتقد إغفال علم النفس في مرحلة ما قبل الولادة وما حولها من طيف ويلبر للوعي، وإهماله للأهمية النفسية للولادة البيولوجية والموت. وصف غروف كتابات ويلبر بأنها ذات: «أسلوب جدلي وعدواني في كثير من الأحيان، وبأنها تتضمن هجمات شخصية شديدة اللهجة لا تفضي إلى حوار شخصي». رد ويلبر بأن التعاليم الدينية العالمية لا تدعم الأهمية التي يعطيها غروف لفترة ما حول الولادة.